# Stenopetalum salicola
Stenopetalum salicola är en korsblommig växtart som beskrevs av Gregory John Keighery. Stenopetalum salicola ingår i släktet Stenopetalum och familjen korsblommiga växter. Inga underarter finns listade i Catalogue of Life.